# Fair use
Fair use – instytucja prawa autorskiego w systemach prawnych niektórych państw należących do systemu common law (copyright), która stanowi elastyczne ograniczenie autorskich praw wyłącznych. Modelowa postać fair use jest uregulowana w prawie Stanów Zjednoczonych. Fair use odpowiada polskiemu dozwolonemu użytkowi.
Prawo federalne USA definiuje zasady fair use w paragrafie 107 Copyright Act of 1976. Paragraf ten „zawiesza” penalizację i możliwość dochodzenia roszczeń z tytułu praw autorskich w przypadku „uczciwego” użycia kopii utworów w celu krytyki, komentarza, informacji o aktualnościach, nauczania, prowadzenia badań. „Uczciwe” użycie utworu jest według tego zapisu rozpoznawane na podstawie następujących kryteriów:
1. cel i charakter użycia dzieła, w szczególności kwestia, czy zostało ono użyte w celu komercyjnym, czy niekomercyjnym i edukacyjnym;
2. rodzaj i natura użytego dzieła;
3. proporcja objętości i znaczenia fragmentu użytego dzieła w stosunku do całej jego objętości, a także objętości i znaczenia dzieła pochodnego, w którym ten fragment został użyty;
4. rezultaty wpływu użycia tego dzieła na jego sprzedaż oraz wartość na rynku.

W odróżnieniu od polskiego prawa, w którym zasada dozwolonego użytku dotyczy wyłącznie już rozpowszechnionego utworu, w prawie USA fakt rozpowszechnienia dzieła nie ma bezpośredniego wpływu na ocenę, czy nie doszło do nadużycia zasad fair use.
Ze względu na to, że prawo amerykańskie ma charakter precedensowy, zasady fair use są stale uściślane przez orzeczenia sądów w konkretnych sprawach. Zbiór tych orzeczeń tworzy faktyczne granice fair use, które podlegają zmianom, w szczególności w obszarze mediów elektronicznych i Internetu. Przykładowo orzeczenie Sądu Najwyższego USA z 2005 w stosunku do przedsiębiorstwa Napster obciążyło operatorów sieci wymiany plików typu peer-to-peer odpowiedzialnością za każde naruszenie zasad fair use dokonane przez ich użytkowników, co spowodowało bankructwo tego przedsiębiorstwa.